# Dyskografia DMX-a
Poniżej przedstawiona jest dyskografia amerykańskiego rapera DMX-a. Sprzedał on ponad 20 milionów albumów w samych Stanach Zjednoczonych. Debiutancki album rapera It’s Dark and Hell Is Hot dostał się na szczyt Billboard 200. W USA pokrył się poczwórną platyną i sprzedał 251.000 kopii w pierwszym tygodniu. W Kanadzie album pokrył się platyną. W tym samym roku ukazał się drugi album rapera Flesh of My Flesh, Blood of My Blood. Album okazał się kolejnym ogromnym sukcesem komercyjnym. W pierwszym tygodniu sprzedał 670,000 egzemplarzy i zadebiutował na 1. miejscu Billboard 200. Był pierwszym artystą od czasów All Eyez On Me i The Don Killuminati: The 7 Days Theory, któremu udało się w tym samym roku wydać dwa albumy, które zadebiutowały na 1. miejscu Billboard 200. W czerwcu 2016 roku album pokryty jest potrójną platyną. W 1999 roku ukazał się trzeci album DMX-a ...And Then There Was X. Album odniósł duży sukces komercyjny. W pierwszym tygodniu sprzedał 698,000 kopii i zadebiutował na 1. miejscu Billboard 200. Album okazał się najlepiej sprzedającym krążkiem DMX-a. Album do czerwca 2016 roku sprzedał ponad 5 milionów kopii w USA i pokrył się pięciokrotną platyną. Album był nominowany w kategorii Album Of The Year. W 2001 roku raper wydał kolejny album The Great Depression. Album sprzedał 440,000 egzemplarzy w pierwszym tygodniu i zadebiutował na 1. miejscu Billboard 200, będąc 4 albumem rapera, który zadebiutował na szczycie listy. W grudniu 2001 roku pokrył się platyną. W 2003 roku wydał 5 studyjny album Grand Champ. Album zadebiutował na 1. miejscu Billboard 200. Album pokrył się platyną w USA. W 2006 roku wydał Year of The Dog...Again, a w 2012 Undisputed, które nie osiągnęły już takiego sukcesu jak poprzednie.

## Albumy studyjne
| Rok  | Tytuł                                                                                       | Najwyższa pozycja | Najwyższa pozycja | Najwyższa pozycja | Najwyższa pozycja | Najwyższa pozycja | Najwyższa pozycja | Najwyższa pozycja | Najwyższa pozycja | Najwyższa pozycja | Certyfikacje                              |
| Rok  | Tytuł                                                                                       | US                | UK                | FRA               | CAN               | SWI               | SWE               | AUS               | IRE               | DUT               | Certyfikacje                              |
| ---- | ------------------------------------------------------------------------------------------- | ----------------- | ----------------- | ----------------- | ----------------- | ----------------- | ----------------- | ----------------- | ----------------- | ----------------- | ----------------------------------------- |
| 1998 | It’s Dark and Hell Is Hot - Debiutancki album - Data wydania: 19 maja 1998                  | 1                 | 89                | –                 | 15                | –                 | –                 | –                 | –                 | –                 | - US: 4× platyna - CAN: platyna           |
| 1998 | Flesh of My Flesh, Blood of My Blood - Drugi studyjny album - Data wydania: 22 grudnia 1998 | 1                 | 119               | –                 | 28                | –                 | –                 | –                 | –                 | –                 | - US: 3× platyna - CAN: złoto             |
| 1999 | ...And Then There Was X - Trzeci studyjny album - Data wydania: 21 grudnia 1999             | 1                 | 108               | –                 | 6                 | –                 | –                 | –                 | –                 | –                 | - US: 5× platyna - CAN: platyna           |
| 2001 | The Great Depression - Czwarty studyjny album - Data wydania: 23 października 2001          | 1                 | 20                | 69                | 1                 | 60                | –                 | 99                | –                 | –                 | - US: platyna - CAN: platyna - UK: srebro |
| 2003 | Grand Champ - Piąty studyjny album - Data wydania: 16 września 2003                         | 1                 | 6                 | 16                | 2                 | 10                | 42                | 32                | 8                 | 28                | - US: platyna - CAN: platyna              |
| 2006 | Year of the Dog...Again - Szósty studyjny album - Data wydania: 1 sierpnia 2006             | 2                 | 22                | 43                | 4                 | 7                 | –                 | –                 | 15                | 70                |                                           |
| 2012 | Undisputed - Siódmy studyjny album - Data wydania: 26 czerwca 2012                          | 19                | –                 | –                 | –                 | –                 | –                 | –                 | –                 | –                 |                                           |

## Kompilacje
| 2002                           | Ruff Ryders Presents – Best of DMX - Pierwsza kompilacja - Data wydania: 2002                     | –  | –  |
| 2002                           | The DMX Files - Druga kompilacja - Data wydania: 17 grudnia, 2002                                 | –  | –  |
| 2007                           | The Definition of X: The Pick of the Litter - Trzecia kompilacja - Data wydania: 12 czerwca, 2007 | 26 | 7  |
| 2009                           | Playlist Your Way - Czwarta kompilacja - Data wydania: 24 lutego, 2009                            | –  | –  |
| 2010                           | The Best of DMX - Piąta kompilacja - Data wydania: 26 stycznia, 2010                              | –  | 67 |
| 2011                           | Greatest Hits with a Twist - Szósta kompilacja - Data wydania: 22 marca, 2011                     | –  | –  |
| 2012                           | Icon - Siódma kompilacja - Data wydania: 1 maja, 2012                                             | –  | –  |
| „–” pozycja nie była notowana. |                                                                                                   |    |    |

### Mixtape’y
| Rok  | Tytuł                                                            | Notowania | Notowania | Notowania |
| Rok  | Tytuł                                                            | US Rap    | US R&B    | US Ind.   |
| ---- | ---------------------------------------------------------------- | --------- | --------- | --------- |
| 2010 | Mixtape - Nieoficjalny mixtape/LP - Data wydania: 23 marca, 2010 | 20        | 46        | 46        |
| 2012 | The Weigh In EP - EP - Data wydania: 15 maja, 2012               | –         | –         | –         |

## Bootlegi, unikaty
| Informacje                                         |
| -------------------------------------------------- |
| Unleashed & Unreleased - Wydany: 1998              |
| Live at Woodstock - Wydany: 1999                   |
| Simzz Beatz Presents – Best of DMX - Wydany: 2002  |
| Return of the Dog – The Best of DMX - Wydany: 2006 |

## Single

### Solowe
| 1998 | „Get at Me Dog” (featuring Sheek Louch)      | 39  | 19  | 6  | –  | –  | It’s Dark and Hell Is Hot                 |
| 1998 | „Stop Being Greedy”                          | 79  | 45  | 8  | –  | –  | It’s Dark and Hell Is Hot                 |
| 1998 | „How’s It Goin’ Down”                        | 70  | 19  | –  | –  | –  | It’s Dark and Hell Is Hot                 |
| 1998 | „Ruff Ryders’ Anthem”                        | 94  | 33  | –  | –  | –  | It’s Dark and Hell Is Hot                 |
| 1998 | „Grand Finale” (z Method Man, Nas & Ja Rule) | 117 | 63  | 18 | –  | –  | Belly: Original Motion Picture Soundtrack |
| 1999 | „Slippin’”                                   | –   | 60  | –  | 30 | –  | Flesh of My Flesh, Blood of My Blood      |
| 1999 | „What’s My Name?”                            | 67  | 23  | 11 | –  | –  | ...And Then There Was X                   |
| 2000 | „Party Up (Up in Here)”                      | 27  | 11  | 8  | –  | –  | ...And Then There Was X                   |
| 2000 | „What These Bitches Want” (feat. Sisqó)      | 49  | 11  | 22 | –  | –  | ...And Then There Was X                   |
| 2000 | „Don’t You Ever”                             | –   | 57  | –  | –  | –  | ...And Then There Was X                   |
| 2000 | „Come Back in One Piece” (z Aaliyah)         | 117 | 36  | –  | –  | –  | Romeo Must Die                            |
| 2001 | „No Sunshine”                                | –   | 67  | –  | –  | –  | Exit Wounds                               |
| 2001 | „We Right Here”                              | –   | 43  | 8  | –  | 62 | The Great Depression                      |
| 2001 | „Who We Be”                                  | 60  | 16  | 10 | 34 | –  | The Great Depression                      |
| 2002 | „I Miss You” (feat. Faith Evans)             | 86  | 37  | –  | –  | 87 | The Great Depression                      |
| 2002 | „X Gon’ Give It to Ya”                       | 60  | 32  | 16 | 6  | 23 | Cradle 2 the Grave                        |
| 2003 | „Where the Hood At?”                         | 68  | 24  | 13 | 4  | 29 | Grand Champ                               |
| 2003 | „Get It on the Floor” (feat. Swizz Beatz)    | –   | 57  | –  | 34 | 43 | Grand Champ                               |
| 2006 | „We in Here” (feat. Swizz Beatz)             | –   | 125 | –  | –  | –  | Year of the Dog...Again                   |
| 2006 | „Lord Give Me a Sign”                        | 125 | 70  | –  | 84 | 31 | Year of the Dog...Again                   |
| 2012 | „I Don’t Dance” (feat. MGK)                  | –   | –   | –  | –  | –  | Undisputed                                |

### Gościnnie
| Rok  | Tytuł | Pozycje na listach | Pozycje na listach | Pozycje na listach | Pozycje na listach | Pozycje na listach | Album                                      |
| Rok  | Tytuł | U.S.               | U.S. R&B           | U.S. Rap           | UK                 | GER                | Album                                      |
| ---- | --- | ------------------ | ------------------ | ------------------ | ------------------ | ------------------ | ------------------------------------------ |
| 1997 | „24 Hours to Live” (Ma$e featuring The Lox, Black Rob & DMX)                                                    | –                  | –                  | –                  | –                  | –                  | Harlem World                               |
| 1997 | „4, 3, 2, 1” (LL Cool J featuring Method Man, Redman & DMX)                                                     | 75                 | 24                 | 10                 | –                  | –                  | Phenomenon                                 |
| 1998 | „Money, Power & Respect” (The Lox featuring DMX & Lil’ Kim)                                                     | 17                 | –                  | 1                  | –                  | –                  | Money, Power & Respect                     |
| 1998 | „Nothin’ Move but the Money (Remix)” (Mic Geronimo featuring DMX & Black Rob)                                   | 70                 | 31                 | –                  | –                  | –                  | Vendetta                                   |
| 1998 | „Shut ’Em Down” (Onyx featuring DMX)                                                                            | –                  | –                  | –                  | –                  | –                  | Shut ’Em Down                              |
| 1998 | „Trippin’ (Remix)” (Total featuring DMX)                                                                        | –                  | –                  | –                  | –                  | –                  | Kima, Keisha and Pam                       |
| 1998 | „Whatcha Gonna Do?” (Jayo Felony featuring Method Man & DMX)                                                    | –                  | –                  | –                  | –                  | –                  | Whatcha Gonna Do?                          |
| 1999 | „It’s Murda” (Ja Rule featuring Jay-Z & DMX)                                                                    | –                  | –                  | –                  | –                  | –                  | Venni Vetti Vecci                          |
| 1999 | „It’s On” (DJ Clue featuring DMX)                                                                               | –                  | 39                 | –                  | –                  | –                  | The Professional                           |
| 1999 | „Money, Cash, Hoes” (Jay-Z featuring DMX)                                                                       | –                  | 36                 | 19                 | –                  | –                  | Vol. 2... Hard Knock Life                  |
| 1999 | „More Money, More Cash, More Hoes” (Jay-Z featuring Memphis Bleek, Beanie Sigel & DMX)                          | –                  | –                  | –                  | –                  | –                  | The Corruptor                              |
| 1999 | „Niggaz Die 4 Me” (Drag-On featuring DMX)                                                                       | –                  | –                  | –                  | –                  | –                  | Opposite of H2O                            |
| 1999 | „No Problems” (Billy Ray featuring DMX & Mysonne)                                                               | –                  | –                  | –                  | –                  | –                  | nieznany                                   |
| 2000 | „Come Back in One Piece” (Aaliyah & DMX)                                                                        | –                  | 36                 | –                  | –                  | –                  | Romeo Must Die                             |
| 2000 | „Do You” (Funkmaster Flex featuring DMX)                                                                        | 91                 | 34                 | 21                 | –                  | –                  | 60 Minutes of Funk, Volume IV: the Mixtape |
| 2002 | „Most High” (Jerzee Monet featuring DMX)                                                                        | –                  | 54                 | –                  | –                  | –                  | Love & War                                 |
| 2003 | „Top Shotta” (DMX, Sean Paul, Mr. Vegas)                                                                        | –                  | –                  | –                  | –                  | –                  | Def Jamaica                                |
| 2003 | „Go to Sleep” (Eminem featuring Obie Trice & DMX)                                                               | –                  | –                  | –                  | –                  | –                  | Cradle 2 the Grave                         |
| 2004 | „Put Your Money” (Ludacris featuring DMX)                                                                       | –                  | –                  | –                  | –                  | –                  | The Red Light District                     |
| 2004 | „Streetlife” (Dean Dawson featuring DMX)                                                                        | –                  | –                  | –                  | –                  | –                  | Streetlife Report                          |
| 2004 | „Tear It Up” (Yung Wun featuring DMX, David Banner, Lil’ Flip)                                                  | 76                 | –                  | –                  | –                  | –                  | The Dirtiest Thirstiest                    |
| 2006 | „Innocent Man” (Mark Morrison featuring DMX)                                                                    | –                  | –                  | –                  | 46                 | –                  | Innocent Man                               |
| 2006 | „Poppin' My Collar” (Three 6 Mafia featuring Project Pat)                                                       | 21                 | 10                 | 6                  | –                  | –                  | Most Known Unknown                         |
| 2006 | „Touch It (Remix)” (Busta Rhymes featuring Mary J. Blige, Rah Digga, Missy Elliott, Lloyd Banks, Papoose & DMX) | 16                 | 3                  | 1                  | 6                  | 24                 | The Big Bang                               |
| 2008 | „A Song for You” Remix (Bizzy Bone featuring DMX & Chris Notez)                                                 | –                  | 61                 | –                  | –                  | –                  | A Song for You                             |
| 2008 | „Can’t Stop” Remix (Diamonds Are Forever featuring DMX)                                                         | –                  | –                  | –                  | –                  | –                  | nieznany                                   |
| 2008 | „House of Pain Mix” Remix (H Cole vs DMX)                                                                       | –                  | –                  | –                  | –                  | –                  | nieznany                                   |

## Występy gościnne
| Rok  | Tytuł                                 | Pozostali wykonawcy                                           | Album                                                   |
| ---- | ------------------------------------- | ------------------------------------------------------------- | ------------------------------------------------------- |
| 1995 | „Time to Build”                       | Mic Geronimo, Ja Rule, Jay-Z                                  | The Natural                                             |
| 1997 | „Take What’s Yours”                   | Mase                                                          | Harlem World                                            |
| 1997 | „Usual Suspects”                      | Mic Geronimo, Hussein Fatal, Ja Rule, Cormega                 | How to Be a Player                                      |
| 1997 | „Usual Suspects”                      | Mic Geronimo, Jadakiss, Styles P, Ja Rule, Tragedy Khadafi    | Vendetta                                                |
| 1998 | „Money, Power, Respect”               | Sheek Louch, Styles P, Jadakiss, Lil’ Kim                     | Bad Boy’s Greatest Hits                                 |
| 1998 | „Top Shotter”                         | Sean Paul, Mr. Vegas                                          | Belly                                                   |
| 1998 | „Nowhere to Run”                      | Ol’ Dirty Bastard, Ozzy Osbourne                              | Chef Aid: The South Park Album                          |
| 1998 | „Get Your Shit Right”                 | Jermaine Dupri, The Madd Rapper                               | Life in 1472                                            |
| 1998 | „Freestyle”                           |                                                               | Mix Tape Vol. 3: 60 Minutes of Funk – The Final Chapter |
| 1998 | „We Got This”                         | John Forte                                                    | Poly Sci                                                |
| 1998 | „Ruff Ryders’ Anthem” (Remix)         | Jadakiss, Styles P, Drag-On, Eve, DJ Clue                     | The Professional                                        |
| 1998 | „Money, Power, Respect”               | Sheek Louch, Styles P, Jadakiss, Lil’ Kim                     | The Source Presents – Hip Hop Hits Vol. 2               |
| 1998 | „Get at Me Dog”                       | Sheek Louch                                                   | The Source Presents – Hip Hop Hits Vol. 2               |
| 1998 | „Watcha Gonna Do”                     | Jayo Felony, Method Man                                       | The Source Presents – Hip Hop Hits Vol. 2               |
| 1998 | „4, 3, 2, 1”                          | LL Cool J, Method Man, Redman, Canibus                        | The Source Presents – Hip Hop Hits Vol. 2               |
| 1998 | „Murdergram”                          | Ja Rule, Jay-Z                                                | Streets Is Watching                                     |
| 1998 | „Intro”                               |                                                               | Survival of the Illest: Live from 125 NYC               |
| 1998 | „F’n’ Wit’ D”                         |                                                               | Survival of the Illest: Live from 125 NYC               |
| 1998 | „Stop Being Greedy”                   |                                                               | Survival of the Illest: Live from 125 NYC               |
| 1998 | „Money, Power, Respect”               | Styles P, Jadakiss                                            | Survival of the Illest: Live from 125 NYC               |
| 1998 | „4, 3, 2, 1”                          | Method Man, Redman                                            | Survival of the Illest: Live from 125 NYC               |
| 1998 | „X-Is Coming”                         |                                                               | Survival of the Illest: Live from 125 NYC               |
| 1998 | „Ruff Ryders’ Anthem”                 |                                                               | Survival of the Illest: Live from 125 NYC               |
| 1998 | „Get at Me Dog”                       |                                                               | Survival of the Illest: Live from 125 NYC               |
| 1998 | „Poem”                                |                                                               | Survival of the Illest: Live from 125 NYC               |
| 1999 | „Intro”                               | DJ Whoo Kid                                                   | Birthday Bash                                           |
| 1999 | „The Story”                           |                                                               | Black Gangster                                          |
| 1999 | „Dog & A Fox”                         | Foxy Brown                                                    | Chyna Doll                                              |
| 1999 | „Life Is What You Make It”            | Nas                                                           | I Am...                                                 |
| 1999 | „Make a Move”                         | Cutmaster C                                                   | Last Man Standing                                       |
| 1999 | „What’s My Name”                      | DJ Dollar Bill                                                | Queens Killers                                          |
| 1999 | „Scenario 2000”                       | Eve, The Lox, Drag-On                                         | Ruff Ryders’ First Lady                                 |
| 1999 | „Dog Match”                           | Eve                                                           | Ruff Ryders’ First Lady                                 |
| 1999 | „Ryde or Die”                         | Eve, The Lox, Drag-On                                         | Ryde or Die vol. 1                                      |
| 1999 | „Bugout”                              |                                                               | Ryde or Die vol. 1                                      |
| 1999 | „Some X Shit”                         | Swizz Beatz                                                   | Ryde or Die vol. 1                                      |
| 1999 | „It’s On”                             | DJ Clue                                                       | The Source Hip-Hop Music Awards 1999                    |
| 1999 | „Slippin’”                            |                                                               | The Source Presents – Hip Hop Hits Vol. 3               |
| 1999 | „We in Here”                          | Drag-On, Eve, The Lox, Swizz Beatz                            | The Tunnel                                              |
| 1999 | „Ryde or Die” (Turf Stories version)  | Yukmouth, Drag-On                                             | Turf Stories                                            |
| 1999 | „I Can, I Can”                        |                                                               | The Wood                                                |
| 1999 | „Stop Being Greedy”                   |                                                               | Woodstock 1999                                          |
| 2000 | „No Problem”                          | Cutmaster C, Mysonne, Billy Ray                               | 24th Birthday                                           |
| 2000 | „Hidden Freestyles”                   | Cutmaster C, Jadakiss, Parle, Styles P                        | 24th Birthday                                           |
| 2000 | „Why We Die”                          | Busta Rhymes, Jay-Z                                           | Anarchy                                                 |
| 2000 | „My Niggas” (Skit)                    |                                                               | Any Given Sunday                                        |
| 2000 | „Rollin'” (Urban Assault Vehicle)     | Limp Bizkit, Method Man & Redman                              | Chocolate Starfish and the Hot Dog Flavored Water       |
| 2000 | „Catz Don’t Know Money, Cash or Hoes” | DJ Overtkillah                                                | Discissions                                             |
| 2000 | „Fuhgidabowdit”                       | LL Cool J, Method Man, Redman                                 | G.O.A.T.: The Greatest Hits All Time                    |
| 2000 | „Freestyle”                           | Cutmaster C                                                   | Getting Stupid Part 2                                   |
| 2000 | „Niggaz Die 4 Me”                     | DJ Clue, Drag-On                                              | The Great Ones Pt. 1                                    |
| 2000 | „The Omen – Damien 2”                 | Jesse Jazz, Marylin Manson                                    | Hip Hop 38                                              |
| 2000 | „No Love for Judgement Day”           | Jesse Jazz, Method Man                                        | Hip Hop 38                                              |
| 2000 | „Time to Build”                       | Jesse Jazz, Mic Geronimo, Jay-Z, Ja Rule                      | Hip Hop 38                                              |
| 2000 | „Blackout”                            | Jesse Jazz, Jay-Z, The Lox                                    | Hip Hop 38                                              |
| 2000 | „The Future”                          | Big Stan, Meeno                                               | Live on Lenox                                           |
| 2000 | „Tales From the Darkside”             |                                                               | The Murderers                                           |
| 2000 | „I’m Gonna Crawl”                     |                                                               | Nutty Professor II: The Klumps                          |
| 2000 | „It’s Murda” (Cable Guy Mix)          | Eminem, Ja Rule, Jay-Z                                        | Off the Wall                                            |
| 2000 | „Get It Right”                        | Drag-On                                                       | Opposite of H2O                                         |
| 2000 | „Groundhog Day”                       | Drag-On                                                       | Opposite of H2O                                         |
| 2000 | „Freestyle”                           | DJ Kayslay                                                    | Original Gangsters Part 2                               |
| 2000 | „Who’s Next (X-Clue-Sive)”            | DJ Clue                                                       | The Professional 2                                      |
| 2000 | „The Great”                           |                                                               | Ryde or Die vol. 2                                      |
| 2000 | „Scream Double R”                     | Eve                                                           | Scorpion                                                |
| 2000 | „Breathe and Stop (Remix)”            | DJ Grand Imperial, Q-Tip                                      | Something for the Street                                |
| 2000 | „What’s My Name”                      |                                                               | The Source Hip-Hop Music Awards 2000                    |
| 2000 | „Party Up (Up in Here)”               | Swizz Beatz                                                   | The Source Presents – Hip Hop Hits Vol. 4               |
| 2000 | „Yeah Yeah Yeah”                      | DJ Juice, Drag-On                                             | Still Shining Volume 46                                 |
| 2000 | „My Niggaz”                           | DJ Juice                                                      | Still Shining Volume 46                                 |
| 2000 | „What These Bitches Want”             | DJ Juice                                                      | Still Shining Volume 46                                 |
| 2001 | „Get at Me Dog”                       | Sheek Louch                                                   | Def Jam: Let the People Speak                           |
| 2001 | „Party Up”                            | Swizz Beatz                                                   | Def Jam 1985–2001: History of Hip Hop, Vol. 1           |
| 2001 | „Walk with Me”                        | Big Stan                                                      | Exit Wounds                                             |
| 2001 | „Dog 4 Life”                          | Iceberg                                                       | Exit Wounds                                             |
| 2001 | „Rollin” (Urban Assault Vehicle)      | Limp Bizkit, Method Man, Redman                               | The Fast and the Furious OST                            |
| 2001 | „We Be Clubbin'”                      | Ice Cube                                                      | Greatest Hits                                           |
| 2001 | „You Don’t Hear Me Though”            | DJ Clue                                                       | Hev. E. Components: Part 2                              |
| 2001 | „Shit’s Still Real”                   | DJ Clue, Mic Geronimo                                         | Hev. E. Components: Part 2                              |
| 2001 | „Party Up”                            | Swizz Beatz                                                   | How High                                                |
| 2001 | „Uh-Hunh!”                            | Jadakiss                                                      | Kiss tha Game Goodbye                                   |
| 2001 | „Doggz II”                            | Redman                                                        | Malpractice                                             |
| 2001 | „Ain’t No Sunshine”                   | DJ Envy                                                       | MVP (All-Americans)                                     |
| 2001 | „Friend of Mine”                      |                                                               | Ryde or Die vol. 3                                      |
| 2001 | „We Right Here”                       |                                                               | The Source Presents – Hip Hop Hits Vol. 5               |
| 2002 | „You Could Be Blind”                  | Mashonda                                                      | Red Star Sounds Vol. 2: B-Sides                         |
| 2002 | „My Niggas”                           | Drag-On                                                       | Ruff Ryders Presents – Drag-On                          |
| 2003 | „Don’t Gotta Go Home”                 | Monica                                                        | After the Storm                                         |
| 2003 | „Right/Wrong”                         |                                                               | Cradle 2 the Grave                                      |
| 2003 | „Getting Down”                        | Big Stan, Kashmir, Bazaar Royale                              | Cradle 2 the Grave                                      |
| 2003 | „Deeper”                              | DJ Envy                                                       | The Desert Storm Mixtape: Blok Party Vol. 1             |
| 2003 | „What’s Really Good”                  | The Diplomats                                                 | Diplomatic Immunity                                     |
| 2003 | „Go to Sleep”                         | Eminem, Obie Trice                                            | Don't Call Me Marshall                                  |
| 2003 | „Ruled Out”                           | Big Mike                                                      | Go Hard or Go Home                                      |
| 2003 | „We Go Hard”                          | Big Mike, Cam’ron                                             | Go Hard or Go Home                                      |
| 2003 | „Homeboyz”                            | 2Pac, Jadakiss, Butch Cassidy                                 | Rap Phenomenon II                                       |
| 2003 | „Yeah, Yeah, Yeah”                    | Drag-On                                                       | Ryde or Die (Unreleased Tracks)                         |
| 2003 | „Scenario 2000”                       | Swizz Beatz, Eve, Jadakiss, Styles P, Sheek Louch, Drag-On    | Ryde or Die (Unreleased Tracks)                         |
| 2003 | „Where the Hood At”                   |                                                               | The Source Presents: Hip Hop Hits Vol. 7                |
| 2003 | „Where Ya Hood At Remix”              | DJ Clue, The Lox, Drag-On, Eve                                | Where Ya Hood At Part 2                                 |
| 2003 | „Shot Down”                           | DJ Clue, 50 Cent, Styles P                                    | Where Ya Hood At Part 2                                 |
| 2004 | „Untouchables”                        | Infa.Red & Cross, Sheek Louch, Drag-On, Syleena Johnson       | The Best of Infa.Red & Cross                            |
| 2004 | „Go to Sleep”                         | Eminem, Obie Trice                                            | E                                                       |
| 2004 | „Let’s Get Crazy”                     | Drag-On                                                       | Hell and Back                                           |
| 2004 | „Go to Sleep”                         | Eminem, Obie Trice                                            | The Hits and Unreleased Vol. 2                          |
| 2004 | „Murdergram” (Remix)                  | Ja Rule, Jay-Z                                                | It's Muuurder                                           |
| 2004 | „Read About It”                       | Ja Rule                                                       | It's Muuurder                                           |
| 2004 | „Freestyle”                           | Ja Rule, Jay-Z                                                | It's Muuurder                                           |
| 2004 | „Gotti Style”                         | Ja Rule                                                       | It's Muuurder                                           |
| 2004 | „24 Hours to Live”                    | Ma$e, The Lox, Black Rob                                      | Killa Collabo’s                                         |
| 2004 | „4, 3, 2, 1”                          | Method Man, Redman, Canibus, LL Cool J                        | Killa Collabo’s                                         |
| 2004 | „Blackout”                            | Jay-Z, The Lox                                                | Killa Collabo’s                                         |
| 2004 | „It’s Murda”                          | Jay-Z, Ja Rule                                                | Killa Collabo’s                                         |
| 2004 | „Murda Gram”                          | Jay-Z, Ja Rule                                                | Killa Collabo’s                                         |
| 2004 | „Niggas Done Started Somethin'”       | The Lox, Ma$e                                                 | Killa Collabo’s                                         |
| 2004 | „Shot Down”                           | 50 Cent, Styles P                                             | Killa Collabo’s                                         |
| 2004 | „Backdown” (Remix)                    | 50 Cent                                                       | The Shady Experiment                                    |
| 2004 | „That’s Who We Be”                    | Drag-On, Phats Bossi                                          | That Fire                                               |
| 2004 | „That’s Who We Be Remix”              | Drag-On, Phats Bossi                                          | That Fire                                               |
| 2004 | „Bust Money”                          |                                                               | UPS Is Still Hiring                                     |
| 2004 | „What’s Really Good”                  | Cam’ron                                                       | What’s Really Good                                      |
| 2005 | „Clue Freestyle (Get at Me Dog)”      | Jadakiss, Styles P, Sheek Louch                               | Classic Lox Part Two                                    |
| 2005 | „Scenario 2000”                       | Jadakiss, Styles P, Sheek Louch, Eve, Drag-On                 | Classic Lox Part Two                                    |
| 2005 | „24 Hrs to Live”                      | Jadakiss, Styles P, Sheek Louch, Ma$e, Black Rob              | Classic Lox Part Two                                    |
| 2005 | „It’s Murda”                          | Ja Rule, Jay-Z                                                | Exodus                                                  |
| 2005 | „Get Wild”                            | Flashy, Jadakiss, Kartoon                                     | Hardwork                                                |
| 2005 | „Pump Ya Fist”                        | Swizz Beatz                                                   | Hustle Club                                             |
| 2005 | „Get Wild”                            | Flashy, Jadakiss, Kartoon                                     | The Redemption vol. 4                                   |
| 2005 | „Blackout”                            | Jay-Z, Jadakiss, Sheek Louch, Styles P                        | Serious Business                                        |
| 2005 | „Murdergram”                          | Jay-Z, Ja Rule                                                | Serious Business                                        |
| 2005 | „Can’t Go for That”                   | DJ Smallz, Trick Daddy, Lil’ Scrappy, Lil’ Jon                | Southern Smoke 12                                       |
| 2006 | „Here I Come”                         | Audioslave                                                    | Bold as Rage                                            |
| 2006 | „Baby Mama”                           |                                                               | The Future                                              |
| 2006 | „We in Here”                          | Swizz Beatz                                                   | The Future                                              |
| 2006 | „I Run Shit”                          | Big Stan                                                      | The Future                                              |
| 2006 | „The Industry” Remix                  |                                                               | Gangsta Breed                                           |
| 2006 | „More Money, More Cash, More Hoes”    | Jay-Z                                                         | Greatest Hits                                           |
| 2006 | „Pump Ya Fist”                        | Swizz Beatz                                                   | Short Cutz Vol. 1                                       |
| 2006 | „Party Up”                            |                                                               | Short Cutz Vol. 1                                       |
| 2006 | „Gonna Get Mine”                      |                                                               | Smack: The Album Volume 1                               |
| 2006 | „Whut Whut (Remix)”                   | Samy Deluxe                                                   | So Deluxe So Glorious Vol. 4                            |
| 2006 | „Touch It” (Remix)                    | Papoose, Busta Rhymes, Lloyd Banks, Mary J. Blige & Rah Digga | A Threat and a Promise                                  |
| 2006 | „Exclusive Freestyle”                 |                                                               | We In Here Mixtape                                      |
| 2006 | „Nowhere To Hide”                     |                                                               | We In Here Mixtape                                      |
| 2006 | „Exclusive Freestyle”                 | Freeway                                                       | We In Here Mixtape                                      |
| 2007 | „Here We Go”                          | Jadakiss                                                      | Beast in the East                                       |
| 2007 | „Where’d You Go My Lord”              | Fort Minor                                                    | Best of Where'd You Go (Remixes)                        |
| 2007 | „I’m a Ryder”                         | Black Violin                                                  | Black Violin                                            |
| 2007 | „Dog Nigga”                           | Fahim                                                         | Brooklyn Pt. II                                         |
| 2007 | „Come Thru’ (Move)”                   | Busta Rhymes, Swizz Beatz                                     | One Man Band Man Mixtape                                |
| 2007 | „I Run Shit”                          |                                                               | One Man Band Man Mixtape                                |
| 2007 | „Money, Cash, Hoes”                   | Jay-Z                                                         | One Man Band Man Mixtape                                |
| 2007 | Ruff Ryders Anthem                    |                                                               | One Man Band Man Mixtape                                |
| 2008 | „They Want War”                       |                                                               | Street Wars: Classic Diss Track Volume 4                |
| 2008 | „Suge Knight Speaks”                  |                                                               | Street Wars: Classic Diss Track Volume 4                |
| 2008 | „Bad Boys”                            | DJ GQ, Junior Reid, Dawg E Slaughter                          | Let 'Em Know: The Album                                 |
| 2008 | „Intro”                               | The Game                                                      | L.A.X.                                                  |
| 2008 | „Outro”                               | The Game                                                      | L.A.X.                                                  |
| 2008 | „Uh Oh”                               | G.A.G.E                                                       | G.A.G.E                                                 |
| 2009 | „Who’s Real (Remix)”                  | Jadakiss, Swizz Beatz, Drag-On, Eve, Styles P, Sheek Louch    | The Last Kiss                                           |
| 2010 | „Stop The Party (Remix)”              | Busta Rhymes, T.I., Cam’ron, Ghostface Killah                 | E.L.E.2 (Extinction Level Event 2)                      |
| 2010 | „Nutcracker (Remix)”                  | N.O.R.E, Bun B, Imam Thug                                     | N.O.R.E. Pt. 2: Born Again                              |
| 2011 | „Make You Proud”                      | Los, Sean Hayz                                                | The Crown Ain’t Safe                                    |
| 2011 | „World’s Greatest”                    | Drag-On, Mook, The Lox, Swizz Beatz                           | Ruff Ryders Past Present Future                         |
| 2011 | „Get Your Money Up”                   |                                                               | Ruff Ryders Past Present Future                         |
| 2012 | „Not a Game”                          | Mook, Drag-On, Books                                          | Past Present Future Mixtape                             |
| 2012 | „Last Hope”                           | Andreena Mills                                                | Past Present Future Mixtape                             |